# Subete ga F ni Naru
Subete ga F ni Naru (すべてがFになる? översätts som Allting blir F med undertiteln The Perfect Insider) är en japansk deckarroman från 1996 av Hiroshi Mori. Den har publicerats som manga, visuell roman och ett spelfilmsdrama. En animeserie, producerad av A-1 Pictures, hade premiär i Japan den 8 oktober 2015.

## Handling
Docenten Sōhei Saikawa och dottern till hans mentor, Moe Nishinosono, besöker en avlägsen ö där de utreder morden på en framstående AI-forskare och chefen till laboratoriet.

## Figurer
Sōhei Saikawa (犀川 創平 Saikawa Sōhei?)
Röstskådespelare: Yasuyuki Kase (anime), Shigeru Shibuya (visuell roman), skådespelare: Gō Ayano
Arkitekturdocent på Nagoya universitet. Han är vän med Moe, men bryr sig inte speciellt mycket som henne. Han är extremt intelligent, han har isolerat sig från resten av världen och har inget modeintresse. Han älskar kaffe och cigaretter, men hatar vattenmeloner, röda bönor och sojabönsmjöl.
Moe Nishinosono (西之園 萌絵 Nishinosono Moe?)
Röstskådespelare: Atsumi Tanezaki (anime), Sanae Kobayashi (visuell roman), skådespelare: Emi Takei, Ai Uchida (ung)
Dotter till Sōheis mentor och går på det första året i arkitekturutbildningen på Nagoya universitet. Hon är en ung flicka från en överklassfamilj. Hon är skarpsinnig, har god observationsförmåga och matematiska talanger, men drar ofta förhastade slutsatser. Hon älskar ljudet från bilmotorer och deckarromaner. Hon hatar torkade shiitake, men äter dem varje dag i tron om att de motverkar anemi.
Shiki Magata (真賀田 四季 Magata Shiki?)
Röstskådespelare: Ibuki Kido (anime), Satomi Kōrogi (visuell roman), skådespelare: Akari Hayami
En genialisk programmerare som har anklagats för att ha dödat sina föräldrar när hon var 14 år gammal, men förklarades oskyldig p.g.a. hennes psykologiska tillstånd. Hon bor isolerad på ett privatägt forskningslaboratorium på en avlägsen ö.
Seiji Shindō (新藤 清二 Shindō Seiji?)
Röstskådespelare: Shunsuke Sakuya (anime), Ken Yamaguchi (visuell roman), skådespelare: Norimasa Fuke
Chefen på Magatas forskningsinstitut. Han är Shikis onkel och flyger helikoptrar som hobby.
Yumiko Shindō (新藤 裕見子 Shindō Yumiko?)
Röstskådespelare: Sayaka Kobayashi (anime), skådespelare: Kumiko Fujiyoshi
Seijis hustru. Hon har känt Shiki sedan barndomen och specialiserar sig på att göra godis.
Yukihiro Yamane (山根 幸宏 Yamane Yukihiro?)
Röstskådespelare: Tatsuhisa Suzuki (anime), Takashi Yoshida (visuell roman), skådespelare: Go Riju
Ledande assistent på Magatas forskningsinstitut.
Tomihiko Yuminaga (弓永 富彦 Yuminaga Tomihiko?)
Röstskådespelare: Bin Sasaki (anime), Toshihiro Shigetsuka (visuell roman), skådespelare: Yasuto Kosuda
Bosatt läkare på Magatas forskningsinstitut.

## Media

### Roman
Den vann det japanska litteraturpriset Mephisto Prize 1996 och publicerades av Kodansha. Det är den första volymen i serien om professor Saikawa och hans student Moe. Nio ytterligare volymer publicerades 1996 och 1998. Kortare berättelser om serien har även publicerats. En av dem, "The Rooftop Ornaments of Stone Ratha", översattes till engelska och publicerades av BBB i oktober 2015.

### Manga
En mangaversion tecknad av Torao Asada publicerades i Gentoshas magasin Comic Birz under 2001.

### Datorspel
En visuell roman baserad på romanen utvecklades av KID och släpptes i mars 2002 till Playstation.

### Spelfilm
En dramaserie på 10 avsnitt sändes mellan oktober och december 2014 med Gō Ayano och Emi Takei i rollerna som Sohei Saikawa respektive Moe Nishinosono.
| Nr | Titel                         | Sändningsdatum   |
| -- | ----------------------------- | ---------------- |
| 1  | "Doctors in an Isolated Room" | 21 oktober 2014  |
| 2  | "Doctors in an Isolated Room" | 28 oktober 2014  |
| 3  | "Who Inside"                  | 4 november 2014  |
| 4  | "Who Inside"                  | 11 november 2014 |
| 5  | "Everything Becomes F"        | 18 november 2014 |
| 6  | "Everything Becomes F"        | 25 november 2014 |
| 7  | "Numerical Models"            | 2 december 2014  |
| 8  | "Numerical Models"            | 9 december 2014  |
| 9  | "The Perfect Outsider"        | 16 december 2014 |
| 10 | "The Perfect Outsider"        | 23 december 2014 |

### Anime
En animeserie, regisserad av Mamoru Kanbe, skriven av Toshiya Ono och producerad av A-1 Pictures hade premiär på Fuji TV den 9 oktober 2015. KANA-BOONs singel "talking" spelas i början på varje episod.
| Nr | Titel                  | Sändningsdatum   |
| -- | ---------------------- | ---------------- |
| 1  | "White Meeting"        | 9 oktober 2015   |
| 2  | "Azure Encounter"      | 16 oktober 2015  |
| 3  | "Red Magic"            | 23 oktober 2015  |
| 4  | "Rainbow-Colored Past" | 30 oktober 2015  |
| 5  | "Silver Hope"          | 6 november 2015  |
| 6  | "Crimson Resolve"      | 13 november 2015 |
| 7  | "Gray Boundary"        | 20 november 2015 |
| 8  | "Purple Dawn"          | 29 november 2015 |
| 9  | "Yellow Blind Spot"    | 4 december 2015  |
| 10 | "Aster-Colored Truth"  | 11 december 2015 |
| 11 | "Colorless Weekend"    | 18 december 2015 |